# Cattedrale dell'Esaltazione della Santa Croce (Bratislava)
La cattedrale dell'Esaltazione della Santa Croce (in slovacco: Chrám Povýšenia vznešeného un životodarného kriza) è una cattedrale di rito greco cattolico a Bratislava, in Slovacchia. È stata costruita nel 1860 nei pressi del cimitero di Sant'Andrea (Ondrejský cintorín), nel quartiere della Città Vecchia. Dal 1972, la chiesa appartiene alla Chiesa greco-cattolica. È la chiesa cattedrale della Eparchia di Bratislava dal 2008.

## Storia
La pietra di fondazione è stata posta il 13 maggio 1859. La chiesa è stata consacrata dall'arcivescovo di Esztergom, cardinale Ján Krstiteľ Scitovský il 14 settembre 1860, festa dell'esaltazione della Santa Croce.
Nel dicembre 1996, il tempio ha subito una profonda ristrutturazione volta a soddisfare le esigenze del rito bizantino.
Oggi, la liturgia è sia in lingua slovacca sia in antico slavo ecclesiastico.